# Národní dům (Hradec Králové)
Národní dům v Hradci Králové na adrese Pospíšilova 215/11a na nároží ul. Bratří Čapků byl postaven v letech 1908–1909 jako hostinec a spolkový dům. Dnes je sídlem pošty Hradec Králové 3.

## Historie
28. července 1908 byla na schůzi městské rady postoupena živnostenskému odboru žádost hostinského Josefa Semeckého o udělení hostinské koncese pro projektovaný dům v bloku R v Pospíšilově třídě na parcele č. 4. 10. srpna téhož roku musela městská rada projednávat žádost Marie Jettmarové o odepření povolení stavby nového hostince, což nakonec vyřešila postoupením této žádosti živnostenskému odboru a městskému zastupitelstvu.
To na své schůzi 24. srpna 1908 rozhodlo, aby i přes odpor Marie Jettmarové bylo c. k. okresnímu hejtmanství dáno příznivé vyjádření ve věci oné novostavby hostince. 1. března 1909 městská rada vzala na vědomí, že bylo hostinskému Semeckému uděleno povolení k osvětlování domu acetylenovým přístrojem značky Union. 5. dubna 1909 městská rada vzala na vědomí udělení koncese k provozování hostinské a výčepní koncese v čp. 215 v Pospíšilově třídě. O den později však městské zastupitelstvo zamítlo Josefu Semeckému přístavbu spíže, neboť by došlo k překročení parcelačních podmínek, jež stanovovaly nezastavitelnou 15 % plochu. Ve schůzi městské rady 26. července 1909 bylo rozhodnuto o udělení povolení k obývání jeho novostavby a ještě téhož roku se v hostinci konaly již různé schůze, koncerty a zábavy, např. Prvního rybářského klubu a Včelařského spolku pro Hradec Králové a okolí.
Počátkem roku 1911 koupil hostinec Národní dům od Jana a Anny Semeckých za 87 500 K Karel Smutný, dosavadní nájemce Slávie. A restaurace tam vydržela až do 20. století, i když byla známa pod mnoha pojmenováními - Slávie, Grado (otevřena a nově zřízena 30. dubna 1927, majiteli domu Karel a Josefa Smutní, roku 1930 koupil kavárnu i restauraci od pana Smutného městský pivovar v Náchodě, a to za 760 000 Kč) a později restaurace Sport.
V roce 1995 došlo k veřejné aukci domu. Po dlouhých letech chátrání došlo k rekonstrukci a moderní přístavbě, kterou projektoval hradecký ateliér Horský-Šuda a realizace v letech 1999-2000 byla plně v rukou Orlické stavební. V současné době zde sídlí pobočka České pošty, která zahájila svou činnost 1. prosince 2003.

## Popis stavby
Secesní jednopatrový rohový dům s okny různorodých tvarů a fasádou zdobenou rozmanitými rostlinnými, abstraktními i geometrickými motivy. Mezi prvním a druhým patrem je naznačená římsa a roh domu je zakončen hlavním štítem, vedle něhož je z každé strany jeden menší a jednodušší štít s pilíři.